# Donati

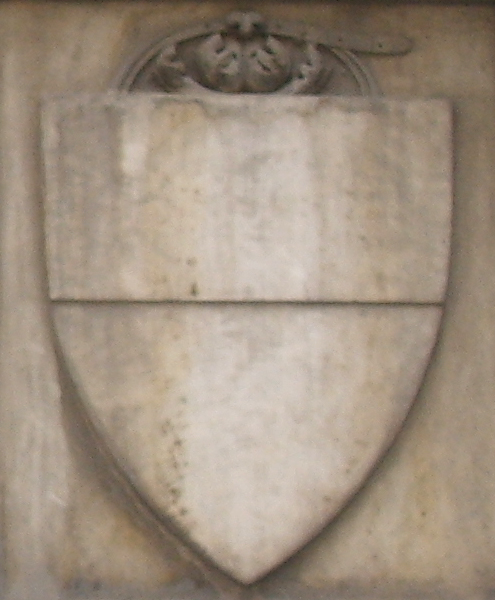
Lo stemma dei Donati era molto semplice, espressione di antichità di origine: troncato, (quando lo scudo è diviso in due parti uguali da una linea orizzontale che forma due campi: l'uno superiore e l'altro inferiore), in questo caso rosso quello superiore e argento quello inferiore.

I Donati furono una delle famiglie più numerose e importanti della Firenze medievale, che svolse un ruolo importante nella guerra tra Guelfi e Ghibellini, e che esercitava un'ampia influenza politica ed economica.

## Storia della famiglia
Appartenevano all'antica oligarchia cittadina prima che con il boom economico duecentesco facesse salire alla ribalta un nuovo ceto borghese. Le loro case erano nella zona più antica di Firenze, nel Corso e nelle vie limitrofe, come testimonia ancora oggi la Torre dei Donati e le due Torri di Corso Donati.
Il capostipite è Fiorenzo, vissuto nell'XI secolo, i cui discendenti fondarono nel 1065 l'ospedale di San Paolo in Pinti. Nel 1165 compare Donato del Pazzo, dal quale prese nome la famiglia e il cui figlio Vinciguerra fu costruttore del lebbrosario di San Jacopo a Sant'Eusebio nel 1186 e console dei militi nel 1204.

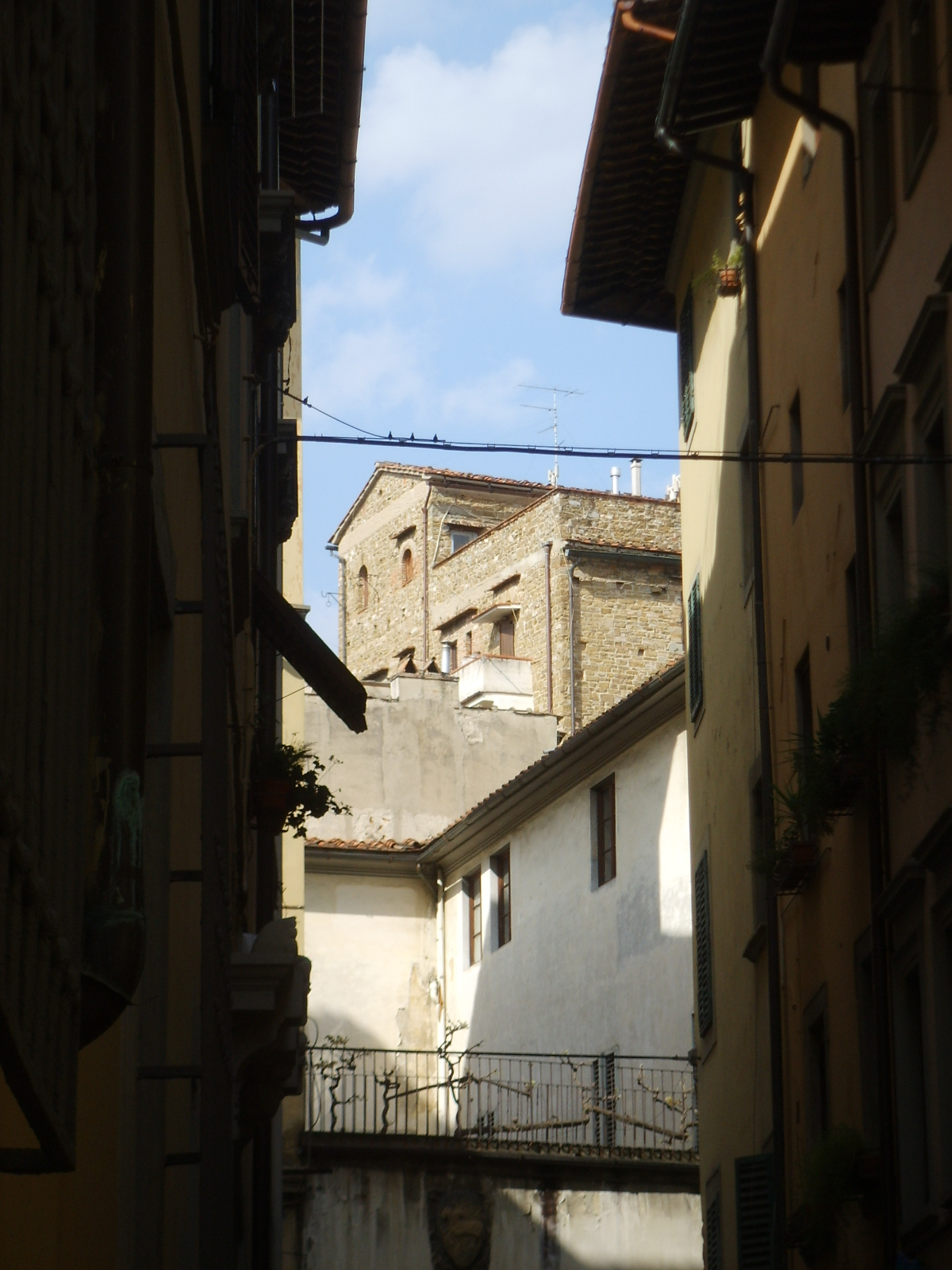
Torri di Corso Donati, tra le meglio conservate di Firenze

A partire dai primi scontri tra guelfi e ghibellini i Donati furono sempre in prima fila sul fronte guelfo. Erano in consorteria con i Cafucci ("I Donati ovvero Calfucci, che tutti furono uno legnaggio", dice Giovanni Villani). Dopo la cacciata definitiva dei ghibellini del 1266, problemi di vicinato con la famiglia dei Cerchi, di recentissima ricchezza, seppur molto più ingente di quella dei Donati, sfociarono presto in risse e tumulti (anno 1300), che portarono alla fratturazione della città in due nuove fazioni, quelle dei guelfi bianchi e neri, con i Donati a capo dei Neri. Fu il periodo di Corso Donati, fiero capo politico della sua fazione, che grazie all'appoggio di Bonifacio VIII e all'intervento di Carlo di Valois, seppe sbaragliare gli avversari, ottenendo la cacciata dei Bianchi (1302), tra i quali anche Dante Alighieri.
In seguito la fiera superbia di Corso gli mise contro i suoi stessi alleati, tanto che si trovò isolato con la sola fazione dei suoi Donateschi (rispetto ai Tosinghi di Rosso della Tosa) e venne colpito da un agguato, nel quale trovò la morte, dopo una disperata fuga, davanti alla chiesa di San Salvi.
Per la famiglia Donati fu l'inizio di un declino che di fatto li estromise dalla storia cittadina, dopo avere segnato così marcatamente una lunga pagina. Giovanni Villani nella sua Cronica chiama i Donati Malefami, perché vi appartennero molti personaggi condannati a vario titolo per diversi reati.
Nel 1616 la famiglia si estinse con la morte del suo ultimo rappresentante ufficiale, Giovanni Donati, figlio di Piero, ma il cognome è ancora molto diffuso a Firenze e dintorni.

## Rapporti con Dante
Nella Divina Commedia rivivono molti Donati: oltre a Corso, suo fratello Forese, amico di Dante (celebre la sua Tenzone con Forese) a sua volta poeta protagonista di un lungo passo del Purgatorio (c. XXIII e XXIV, tra i golosi), e sua sorella Piccarda, con cui il poeta dialoga in Paradiso (c. III); inoltre sono presenti una serie di personaggi minori: Buoso Donati il Vecchio, Cianfa Donati, Buoso Donati, Ubertino Donati.
La stessa moglie di Dante, Gemma apparteneva ai Donati, quindi il poeta era anche strettamente imparentato con tutti loro.

## Genealogia essenziale
|       |       |        |        |      |        |                  |                  |          |          |          |          |         |         |
|       |       |        |        |      |        |                  | Vinciguerra      |          |          |          |          |         |         |
|       |       |        |        |      |        |                  |                  |          |          |          |          |         |         |
|       |       |        |        |      |        |                  |                  |          |          |          |          |         |         |
|       |       |        |        |      |        | Buoso il Vecchio | Buoso il Vecchio | Ubertino | Ubertino |          |          |         |         |
|       |       |        |        |      |        |                  |                  |          |          |          |          |         |         |
|       |       |        |        |      |        |                  |                  |          |          |          |          |         |         |
|       |       |        |        |      | Simone | Simone           | Buoso            | Buoso    | Federico | Federico |          | Manetto | Manetto |
|       |       |        |        |      |        |                  |                  |          |          |          |          |         |         |
|       |       |        |        |      |        |                  |                  |          |          |          |          |         |         |
| Corso | Corso | Forese | Forese | Maso | Maso   | Sinibaldo        | Sinibaldo        | Ravenna  | Ravenna  | Piccarda | Piccarda | Gemma   | Gemma   |

## Il ramo di Sicilia
Il ramo siciliano adottò la 'o' come lettera finale, cambiando il nome in Donato, ma la sua storia è documentata con il ceppo originario fiorentino. Nel nobiliario di Sicilia, Tommaso fu giudice straticoziale di Messina nel 1507-1508, 1510-1511 e 1522-1523; Francesco fu sindaco di Messina nel 1741-1743; un Antonino console nobile del mare in detta città nel 1745-1746; un Saverio barone dell’ufficio di portulanotto di Girgenti e primo barone di Migliardo. Incontriamo pure questa famiglia in Caltagirone nella quale città un Giaimo tenne la carica di giurato nel 1440-1441 ed a Erice, dove nel 1706-1707 incontriamo un Pietro con la carica di patrizio. Sempre ad Erice incontriamo un Antonino indicato come patrizio di città, nobile e magnifico nel 1564; un Nicolò con la carica di giurato di Erice nel 1553; un Giovanni più volte giurato e capitano della città di Erice negli anni 1548-1570.